# Beffu-et-le-Morthomme
Beffu-et-le-Morthomme è un comune francese di 73 abitanti situato nel dipartimento delle Ardenne nella regione del Grand Est.

## Società

### Evoluzione demografica
Abitanti censiti